# Горска поляна
Горска поляна е село в Югоизточна България. То се намира в община Болярово, област Ямбол.

## География
Село Горска поляна се намира в Югоизточна България, в северозападното подножие на Странджа планина, на около 350-400 метра над морското равнище, с координати 42 градуса и 49 минути северна географска ширина и 26 градуса и 38 минути източна географска дължина. Атмосферно налягане – между 942 и 956 хектопаскала.
Селото се намира на 17 км от общинския център – град Болярово, на 38 км от град Елхово и на 48 км от град Средец, на 61 км от областния център Ямбол, на 78 км от град Бургас, на 17 км от село Голямо Крушево, само на 3 км от село Вълчи извор и на 7 км от село Ружица. От село Момина църква на север, където е била общината, е на 7 км, на 15 км от село Факия. На юг е село Воден на 31 км и на изток е село Странджа – 18 км.
Землището на село Горска поляна е 40873 дка земя – ниви, гори, пасища, реки и селище.
Подходящо е за почивка, отдих, туризъм и риболов. Близки язовири са: Горска поляна, Малко Шарково, Дъволан, Язмако, Пожара, Плочата и Богов кайряк (Васильова кория).

## История
Първите запазени данни за Горска поляна датират от 1645 г. Старото име на селото е Яйладжък, на турски означава „Плато“.
На около 2 – 2,5 км северозападно от селото в местността Росенски баир от 1972 до 2001 г. е функционирал 741-ви радиолокационен пост:

– от 1972 до 1998 г. – под. 32730 към Трета армия – Сливен от системата за ПВО на войските,

– от 1998 до 2001 г. – под. 48600 към Трети радиотехнически полк – Ямбол от единната система за ПВО на страната.
Животът на част от местните жители е свързан с поделението – единствената по-голяма държавна структура в района на Горска поляна. След закриването на поделението процесът на обезлюдяване се ускорява.

## Население
| 2004      | 2005      | 2006      | 2008      | 2009      | 2010      | 2012      | 2014      | 2015      | 2016      | 2017      | 2018      | 2020      | 2021      | 2022      | 2023      | 2024      |
| --------- | --------- | --------- | --------- | --------- | --------- | --------- | --------- | --------- | --------- | --------- | --------- | --------- | --------- | --------- | --------- | --------- |
| 130       | 120       | 122       | 105       | 106       | 98        | 82        | 66        | 65        | 71        | 82        | 81        | 83        | 74        | 73        | 78        | 76        |
| Понижение | Понижение | Повишение | Понижение | Повишение | Понижение | Понижение | Понижение | Понижение | Повишение | Повишение | Понижение | Повишение | Понижение | Понижение | Повишение | Понижение |

Населението на Горска поляна е около 65 човека към 31.12.2013 г. При преброяването от 2021 г. в селото са регистрирани 50 души. Според данни на ГРАО към 15 юни 2025 г. в Горска поляна живеят 24 жители по постоянен адрес и 70 души по настоящ адрес.

## Икономика
- Пчеларство.
- Животновъдство (крави, овце).[6]
- Производство на пилешко, телешко и говеждо месо, деликатеси, малотрайни колбаси, кокоши яйца и субпродукти.[7]
- Овощарство (сини сливи).[8]
- На 2 км източно от селото се намира компресорна станция за природен газ „Странджа“.[9]

## Културни и туристически забележителности
- Църква „Свети Пророк Илия“
- Паметник на загиналите във войните жители на Горска поляна[10]
- Паметник на Майката, изграден от местни родолюбци[10]
- Къща за гости „Глейд хаус“[11]

## Кухня
Традиционни храни са питка, баница, овче мляко, ястия с картофи, лук и риба, наденица, сини сливи, мед, а от напитките – сливова ракия и червено вино „Алжирка“.

## Срещи и събития
- На 4 септември 2005 година по повод 360 години от първите писмени данни за селото е проведена Земляческата среща на Горска поляна.
- На 2 юли 2006 г. в Горска поляна се провежда възпоменателна среща на личния състав на поделение 32730 по случай 5 години от закриването му.
- Земляческа среща на 23.7.2022 г. с тържествена литургия, концерти и народни борби.[10]
- На 16 юли 2024 г. землището на Горска поляна е обхванато от голям пожар, започнал в близост до компресорната станция за природен газ.[9] Горят около 3000 декара сухи треви и храсти. От огъня са засегнати няколко необитаеми къщи в селото, унищожени са кошери, селскостопански постройки и масиви с различни видове насаждения. Обявено е частично бедствено положение.[12]